# 읽기

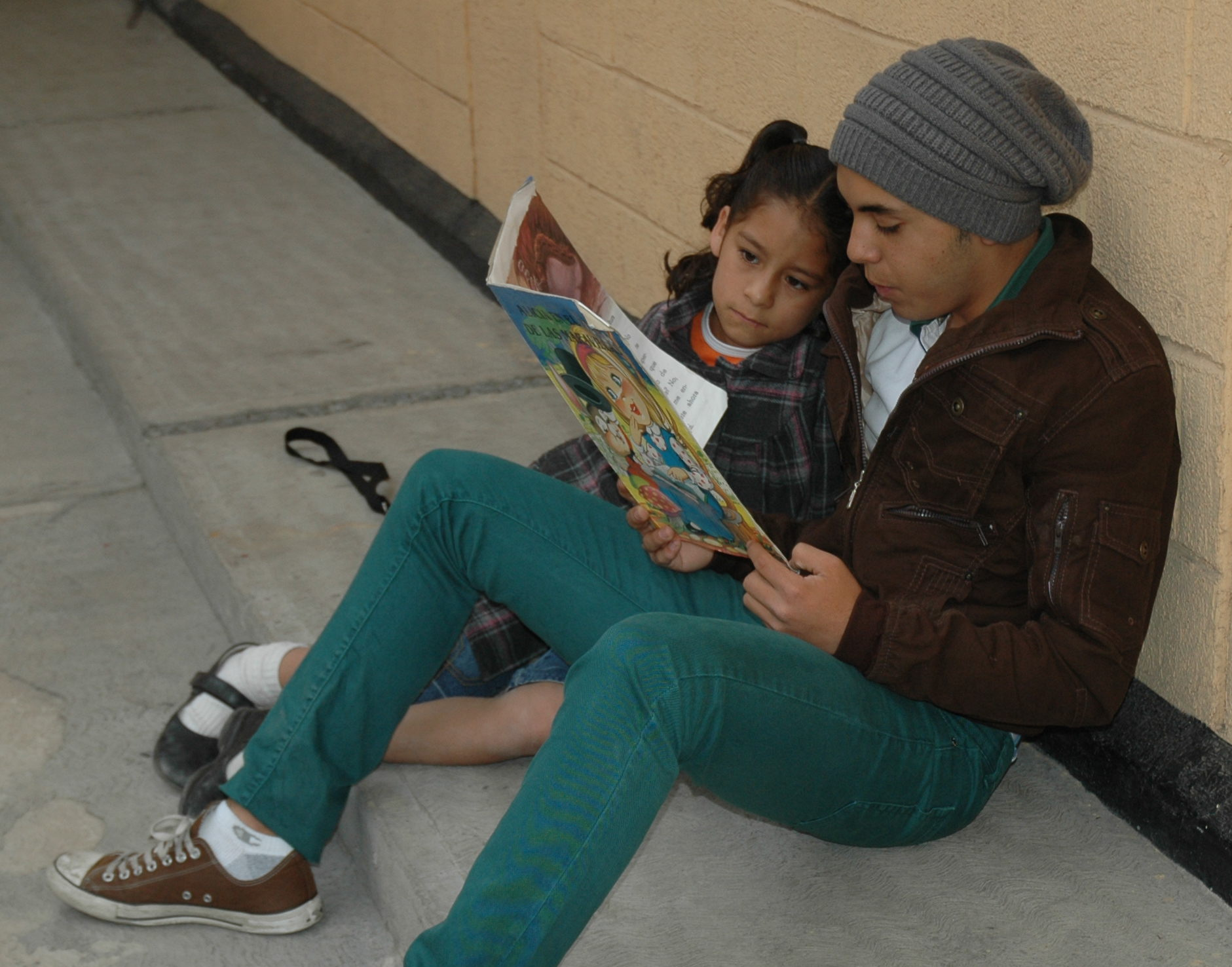
자원봉사자가 멕시코시티의 카사 호가르 데 라스 니냐스에서 한 소녀에게 책을 읽어주고 있다.

읽기는 인쇄된 문자나 글로 쓴 것으로부터 뜻을 얻어내는 인지 과정이다. 그리고 책 읽기를 독서(讀書)라고 한다. 무언가를 읽는 사람은 독자(讀者)라고 한다. 읽기는 또한 언어 습득, 의사소통, 정보나 생각의 공유를 위한 수단이다. 책을 효율적으로 읽는 사람은 인쇄된 문자열을 언어의 소리로 번역하는 기술을 사용하며, 형태소, 의미론, 통사론, 실마리를 사용하여 알지 못하는 낱말의 뜻을 파악한다.
현재는 서적, 잡지, 신문, 공책과 같이 잉크나 토너로 글자를 인쇄한 방식, 아니면 컴퓨터 디스플레이, 텔레비전, 휴대전화, 전자책 리더 따위의 전자식 디스플레이로 읽는 것이 읽기의 대부분을 차지하고 있다.
다른 종류의 읽기는 문자열을 기반으로 하지 않는 경우가 있다. 이를테면 전산학에서 읽기는 어떠한 종류의 컴퓨터 기억 장치로부터 데이터를 가져오는 것을 읽기라고 한다. ("데이터를 읽고 있다.") 읽기는 일반 대중이 정보를 습득하는데 중요한 방법으로 자리 잡았다.
시각 단어 인식 분야는 사람들이 어떻게 개별 낱말을 읽을 수 있는가를 연구한다. 개인이 어떻게 글자를 읽는가를 연구하는 주요 테크닉은 시표 추적이다.

## 개요
읽기는 일반적으로 조용히 행해지는 개인 활동이지만 때로는 다른 청취자를 위해 큰 소리로 읽어 주기도 한다. 또는 더 나은 이해를 위해 자신이 사용하기 위해 큰 소리로 읽는다. 중세 후기에 분리된 텍스트(단어 사이의 공백)가 다시 도입되기 전에는 조용히 읽는 능력이 상당히 놀라운 것으로 간주되었다.
알파벳 및 비알파벳 문자를 모두 읽을 수 있는 개인의 능력을 예측하는 주요 요인은 구두 언어 능력, 음운 인식, 빠른 자동 이름 지정 및 언어 IQ이다.
여가 활동으로는 재미있고 재미있기 때문에 어린이와 어른 모두가 책을 읽는다. 미국에서는 전체 성인 중 약 절반이 매년 즐거움을 위해 한 권 이상의 책을 읽는다. 약 5%는 연간 50권 이상의 책을 읽는다. 미국인들은 더 많은 교육을 받았고, 유창하고 쉽게 읽으며, 여성이고, 도시에 살고, 사회 경제적 지위가 더 높을수록 더 많이 읽는다. 아이들은 일반적으로 세상에 대해 더 많이 알고, 읽기를 또 다른 집안일보다 재미로 인식할 때 더 나은 독자가 된다.

## 읽기의 과정
일반 대중들이 문자를 접하게 된 것은 약 100년 전으로, 학교교육이 보편화된 이후라 볼 수 있다. 이러한 탓에 '읽기는 어떻게 이루어지는가'에 대한 고찰도 비교적 최근에 발생했다. Chall은 현대 사회가 요구하는 높은 수준의 읽기 능력을 확보하는데 약 20년이 걸리는 것으로 보고 있다.

## 읽기  방법의 종류
1. 통독
2. 음독
3. 묵독
4. 정독
5. 미독
6. 속독
7. 발췌해서 읽기

## 같이 보기
- 책
- 문해
- 독해
- 독서율
- 독서교육종합지원시스템